# University of the West Indies Mona
University of the West Indies Mona (engelska: University College of West Indies, University of the West Indies) är ett universitet i Jamaica. Det ligger i Parish of Saint Andrew, i den östra delen av landet, i huvudstaden Kingston.